# المستحيل (فلم 2012)
المستحيل  (بالإنجليزية: The Impossible) (بالإسبانية: Lo imposible) هو فيلم درامي إنتاج 2012 باللغة الإسبانية والإنجليزية.بطولة نعومي واتس وإيوان مكريغور ومن إخراج خوان أنطونيو بايونا.الفيلم يستند على قصة حقيقية حصلت في عام 2004 بعد حصول زلزال المحيط الهندي 2004.بسبب الفيلم رشحت نعومي واتس لعدد من الجوائز من أهمها الأوسكار والغولدن غلوب.

## القصة
تذهب الدكتورة ماريا بينيت وزوجها هنري بينيت وأبناؤهم الثلاثة لوكاس وتوماس وسيمون في عطلة عيد الميلاد عام 2004 إلى خاو بلك، تايلاند. عند وصولهم عشية عيد الميلاد ، يستقرون ويبدأون في الاستمتاع بمنتجع Orchid Beach الجديد. بعد يومين في يوم الملاكمة ، غمر المنطقة تسونامي 2004 المنطقة.
خرجت ماريا ولوكاس في النهاية من المياه الدوامة ووجدت بعضهما البعض ، حيث أصيبت ماريا بجروح خطيرة في ساقها وصدرها. إنهم يساعدون طفلًا صغيرًا ، دانيال ، من تحت الحطام وسرعان ما يعثر عليهم السكان المحليون الذين يرتدون ملابسهم وينقلونهم إلى مستشفى في مدينة تاكوبا. ينفصل دانيال عنهم أثناء الرحلة. في المستشفى ، شجعت ماريا لوكاس على مساعدة الآخرين في العثور على أفراد أسرهم أثناء خضوعها لعملية جراحية لإصابات صدرها.
في هذه الأثناء ، نجا هنري وتوماس وسيمون وهم معًا. يترك هنري الطفلين مع عائلة أخرى يتم أخذها بعد ذلك إلى الجبال من أجل الأمان بواسطة طواقم الإغاثة المحلية. يبقى هنري في الخلف للبحث عن ماريا ولوكاس تحت أنقاض المنتجع. أثناء خروجه ينظر ، مصابًا ووحيدًا ، يلتقطه أحد المارة ويقود إلى محطة حافلات قريبة مع ناجين آخرين. وسائل الاتصال شحيحة ، لكن سائحًا أوروبيًا يدعى كارل ، انفصل أيضًا عن عائلته ، أقرض هنري هاتفه المحمول للاتصال بأقاربه في إنجلترا. يعد هنري والد ماريا بأنه سيبحث في كل مكان عن عائلته وأنه سيجدهم. تطوع كارل لمرافقة هنري للبحث عن ماريا ولوكاس وعائلته ، الذين كانوا على الشاطئ عندما ضرب تسونامي.
أثناء إجراء ماريا لعملية جراحية ، اختلط مخططها الطبي مع مريضة تُدعى موريل بارنز ، التي توفيت. يعود لوكاس ليجد سرير والدته فارغًا ، ثم يُنقل إلى خيمة حيث يتم الحفاظ على سلامة الأطفال الذين ليس لديهم أسر. تم اكتشاف الخطأ عندما لم يتمكن لوكاس من التعرف على أي من مجوهرات المرأة المتوفاة وتم لم شمله لاحقًا مع والدته ، التي تم نقلها إلى غرفة خاصة في وحدة العناية المركزة. أثناء انتظاره في المستشفى ، وجد لوكاس دانيال الذي تم لم شمله مع والده.
يبحث هنري وكارل عن عائلاتهما في أماكن مختلفة قبل وصولهما إلى المستشفى ، حيث يُمنح هنري خمس دقائق للبحث. أعطاه كارل قطعة من الورق بأسماء أفراد عائلته. تتوقف أيضًا سيارة تقل توماس وسيمون خارج المستشفى ، ونزل الصبيان ليتمكن سايمون من التبول. من بعيد ، يتعرف لوكاس على والده ، وأثناء البحث عنه وسط الحشد الفوضوي بالخارج ، اكتشفه أشقاء لوكاس ويجتمعون مرة أخرى. يجد هنري الثلاثة منهم معًا. علم أن ماريا في المستشفى ، وعلى استعداد لإجراء المزيد من الجراحة لساقها. عندما جعلها التخدير تنام ، تختبر ماريا  ذكريات الماضي كيف أصيبت وكيف ظهرت على سطح الماء. أثناء الجراحة ، أخبر لوكاس والده أن لديه شيئًا مهمًا حقًا ليخبر به ماريا.
في اليوم التالي ، استقلت العائلة طائرة إسعاف إلى سنغافورة حتى تتلقى ماريا مزيدًا من العلاج الطبي. أكد ممثل من شركة التأمين الخاصة بهم ، أنه سيتم الاهتمام بكل شيء حيث يرى لوكاس عددًا لا يحصى من الأشخاص خارج المستشفى يبحثون في قوائم المرضى. على متن الطائرة ، أخبر لوكاس والدته أن دانيال في أمان مع والده. تبكي ماريا وتنظر من النافذة إلى الفوضى التي خلفتها الطائرة أثناء إقلاعها.

## طاقم العمل
- نعومي واتس دور ماريا بيلون، طبيبة وأم لعائلة بينيت.
- إيوان مكريغور دور هنري، والد عائلة بينيت.
- توم هولاند بدور لوكاس، الابن البالغ من العمر 13 عامًا.
- صامويل جوسلين بدور توماس، الابن البالغ من العمر سبع سنوات ونصف.
- مارتا إيتورا بدور سيمون
- جيرالدين تشابلن بدور المرأة العجوز
- جوهان سوندبرج بدور دانيال

## إنتاج
كان الفيلم إنتاجًا مشتركًا لشركتي الأفلام الإسبانية أباتشي للترفيه و سينما تيليسينكو، ووظف الكثير من طاقم دار الأيتام ، بما في ذلك المخرج والكاتب ومدير الإنتاج والمصور السينمائي والمؤلف الموسيقي والمحرر. تم تصويره بين استوديو مدينة الاضواء في ألاكانت (إسبانيا) وتايلاند. بدأ التصوير الرئيسي في 23 أغسطس 2010 في لقنت واستمر في أكتوبر في تايلاند.
قرر المخرج خوان أنطونيو بايونا عدم تحديد جنسيات الشخصيات الرئيسية من أجل إنتاج فيلم عالمي تكون فيه الجنسيات غير ذات صلة بالحبكة.
تم إعادة إنشاء تسونامي بمزيج من التأثيرات الرقمية واندفاعات المياه الحقيقية التي تم تصويرها بحركة بطيئة تم إنشاؤها في خزان مياه في إسبانيا باستخدام المنمنمات التي دمرتها موجة ضخمة. التزم بايونا بالعمل بالماء الحقيقي بدلاً من الموجة التي يتم إنشاؤها بواسطة الكمبيوتر لأنه أراد أن تكون القصة حقيقية. هذا يعني أن واتس وهولندا أمضيا خمسة أسابيع في تصوير مشاهد تتطلب جهدًا بدنيًا ونفسيًا في خزان مياه ضخم. هولندا، البالغة من العمر 14 عامًا وقت التصوير ، وصفتها لاحقًا بأنها "بيئة مخيفة ... يمكنك أن تتخيل كم كان ذلك متعبًا ووحشيًا."
فيلم المستحيل هو التعاون الثاني بين نعومي واتس وإيوان ماكجريجور بعد الظهور معًا في فيلم إبقى (2005).

## وصلات خارجية
- مقالات تستعمل روابط فنية بلا صلة مع ويكي بيانات